# Ronald L. Batory

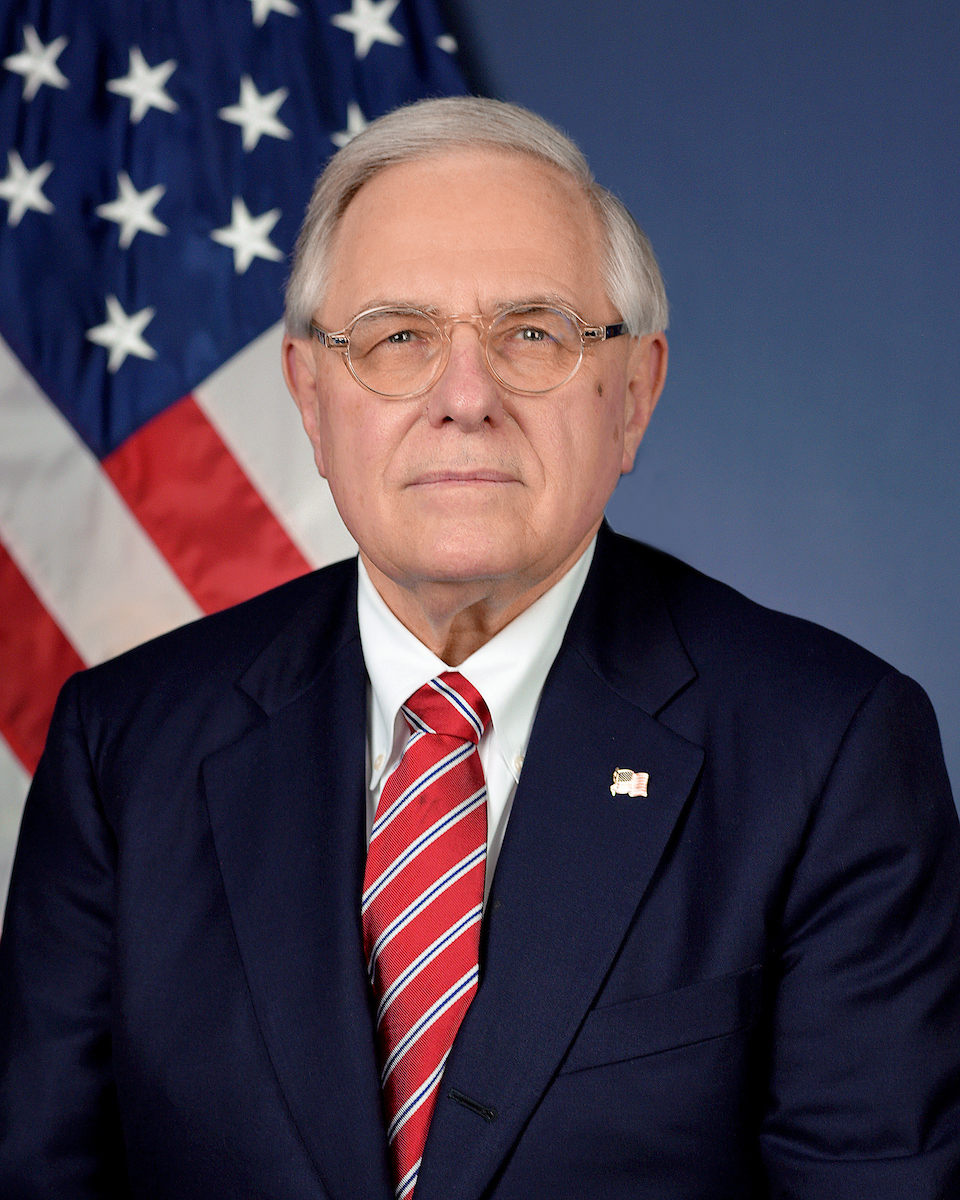
Ronald L. Batory

Ronald L. Batory (* 25. Januar 1950 in Detroit, Michigan) ist ein US-amerikanischer Manager im Schienenverkehr. Er leitete von Februar 2018 bis Januar 2021 die Eisenbahnbehörde Federal Railroad Administration.

## Leben
Ronald L. Batory wuchs in Detroit auf. Sein Vater war bei der New York Central Railroad beschäftigt. 1971 erreichte er einen B.A. in Betriebswirtschaft am Adrian College und 1975 ein M.A. in Industriemanagement an der Eastern Michigan University.
Bereits 1971 begann er eine Tätigkeit bei der Detroit, Toledo and Ironton Railroad. Er arbeitete auf verschiedenen Ebenen des unteren und mittleren Managements. Nachdem 1980 die Grand Trunk Western Railway die DT&I übernommen hatte, stieg er bei dieser Gesellschaft bis zum District Operation Manager in Chicago und zum Direktor für die Transportplanung in Detroit auf.
1987 wechselte er zu bankrotten Chicago, Missouri and Western Railway. Dort war er vor allem für die Veräußerung des Anlagevermögens zuständig. Dies führte ihn in Kontakt zur Southern Pacific Transportation. Bei dieser erhielt er anschließend eine leitende Tätigkeit in der Central Region.
1994 wurde er Präsident der Chicagoer Rangiereisenbahngesellschaft Belt Railway Company of Chicago. 1998 wechselte er zur Conrail und wurde Vizepräsident für das operative Geschäft. 2004 wurde er Präsident und Chief Operating Officer der Gesellschaft. Am 1. April 2017 beendete er diese Tätigkeit.
Am 10. Juli 2017 wurde er von Präsident Donald Trump zum Administrator der Federal Railroad Administration vorgeschlagen. Da sich die Bestätigung der Nominierung durch den US-Senat verzögerte, wurde Batory im November 2017 als Berater für den Schienenverkehr im Stab der Verkehrsministerin Elaine Chao berufen. Am 13. Februar erfolgte schließlich die Senatsbestätigung und am 28. Februar 2018 die Amtsübernahme. Mit dem Amtsantritt von Joe Biden als US-Präsident, trat Batory am 20. Januar 2021 von seinem Amt zurück.
Auf Grund der Tätigkeit bei verschiedenen Bahngesellschaften saß er im Aufsichtsrat der Kansas City Terminal Railway, Southern Illinois and Missouri Bridge Company, Arkansas and Memphis Railway Bridge and Terminal Company und der Terminal Railroad Association of St. Louis. Außerdem saß er im Aufsichtsrat der Interessenvertretung American Short Line and Regional Railroad Association.
Er ist Mitglied im Aufsichtsrat des Transportinstitutes an der University of Denver.
Ronald L. Batory ist verheiratet und hat eine Tochter.